# 卡洛·图奥米宁
卡洛·图奥米宁（芬蘭語：Kaarlo Tuominen，1908年2月9日—2006年10月20日），芬兰男子田径运动员。他曾代表芬兰参加1936年夏季奥林匹克运动会田径比赛，获得男子3000米障碍赛银牌。